# Pufferoldat
A kémiai pufferoldatok, pufferrendszerek gyenge savnak/bázisnak és annak egy erős savval vagy bázissal alkotott sójának oldata, ami állandó pH-értéket biztosít egy rendszerben. Lehetnek több értékű savak savanyú sóinak keverékei is. A pufferek nagy mennyiségű savat/bázist képesek befogadni anélkül, hogy a pH-értékük nagymértékben megváltozna. Másként,
a puffer egy olyan oldat, amelynek a pH-értéke nagyon pontosan ismert, nem változik (helyesebben nagyon kicsit változik) a hígítással (ez a puffer kapacitásától függ), ismert a pH-érték hőmérsékletfüggése.
A puffer kapacitása mérhető. A puffer kapacitásán egy erős sav (pl. HCl) vagy erős bázis (pl. NaOH) azon mennyiségét értjük, mol-ban kifejezve, mely egy egységgel változtatja meg 1 liter puffer pH-ját. Másképpen fogalmazva, ez az érték megadja, hogy a puffer 1 literének pH-ját hány mol HCl csökkenti egy egységgel, illetve hány mol NaOH növeli egy egységgel.
Ha egy ismert pH értékű oldatnak nincs pufferkapacitása, akkor nem használható pufferként, és nem lehet vele például pH-mérőt, indikátorokat kalibrálni, mivel már kevés más pH-értékű anyag eltolhatja a pH-t például a pH-elektróda felületi rétegén. Ezzel már maga a kalibráció is megváltoztatja az oldat pH-ját, így a pH-kalibráció hibás lesz, és az így kalibrált eszközök nem lesznek pontosak.

## Fajtái
Kémhatásuk szerint a pufferoldatok lehetnek savasak, lúgosak, vagy semlegesek.
Azok a pufferoldatok, amelyekben az oxóniumionok mennyisége nagyobb, mint a hidroxidionoké, savasak, pH-juk kisebb, mint 7.
Azok a pufferoldatok, amelyekben a hidroxidionok vannak többségben, lúgos kémhatásúak, pH-juk nagyobb, mint 7.
Ha egy pufferoldat kémhatása 7, akkor benne a hidroxidionok száma megegyezik az oxóniumionok számával, a puffer semleges.
A pufferoldatok jellemezhetők aszerint is, hogy nyíltak-e, vagy zártak. Zárt pufferrendszerben a reakciótermékek az oldatban maradnak. Ilyen például az ecetsav-acetát puffer. A nyílt pufferrendszerek ellenben a környezetükkel is kapcsolatban állnak; egyes reakciótermékek eltávozhatnak az oldatból. Ilyen például a hidrogén-karbonát-szén-dioxid pufferrendszer a tüdőben, ahonnan a szén-dioxid kilégzéssel távozik.

## Működése
A pufferoldat egy gyenge savat és a hozzá konjugált bázist, vagy ennek sóját, vagy egy gyenge bázist, és a hozzá konjugált savat, vagy ennek sóját tartalmazza. A gyenge savhoz konjugált bázis egy erős bázis, a gyenge bázishoz konjugált sav erős sav.
Amfoter (savval szemben bázisként, bázissal szemben savként viselkedik) molekulák oldata is lehet puffer. 
A sav egyensúlyi állapota a sav-bázis rendszerben:
{\displaystyle K_{S}={\frac {c(H_{3}O^{+})\cdot c(A^{-})}{c(HA)}}}
A tömeghatás törvénye miatt még le kellene osztani a víz koncentrációjával, ám ez állandónak tekinthető a viszonylag kevés ion miatt, és összevonható a sav disszociációs konstansával (állandójával).
Átalakítva:
{\displaystyle c(H_{3}O^{+})=K_{s}\cdot {\frac {c(HA)}{c(A^{-})}}}
Tízes alapú logaritmust véve és előjelet váltva:
{\displaystyle -\lg c(H_{3}O^{+})=-\lg {K_{s}}-\lg {\frac {c(HA)}{c(A^{-})}}}
eszerint
{\displaystyle pH=pK_{S}-\lg {\frac {c(HA)}{c(A^{-})}}}
így
{\displaystyle pH=pK_{S}+\lg {\frac {c(A^{-})}{c(HA)}}} (Henderson–Hasselbach-egyenlőség).
Ez az egyenlet felteszi, hogy az anyagok aktivitása koncentrációjukkal egyenesen arányos. Ezzel a feltevéssel a pH-ból és a kapacitásból meghatározható a sav és a bázis koncentrációjának aránya. Minél nagyobb a sav és a bázis koncentrációja, annál nagyobb lesz a puffer kapacitása.

## Példák
- Szénsav-bikarbonát rendszer (6,2 - 8,6 pH; semleges)
- Szénsav-szilikát-puffer (5,0 - 6,2 pH; enyhén savas)
- Ecetsav-acetát-puffer (3,7 - 5,7 pH; savas)
- Foszfátpuffer: NaH2PO4 + Na2HPO4 (5,4 - 7,8 pH)
- Ammoniákpuffer: NH3 + H2O + NH4Cl (8,2 - 10,2 pH)

- TRIS: Trisz(hidroximetil)-aminometán (7,2 - 9,0 pH)
- HEPES: 4-(2-hidroxietil)-1-piperazin-etánszulfonsav (6,8 - 8,2 pH)
- HEPPS: 4-(2-hidroxietil)-piperazin-1-propánszulfonsav (7,3 - 8,7 pH)
- MES: 2-(N-morfolino)etánszulfonsav (5,2 - 6,7 pH)
- Barbitál-acetát-puffer Michaelis szerint (2,6 - 9,2 pH)

## Jelentőségük
A talajvízben levő pufferek a humusszal állnak kölcsönhatásban. A karbonátpuffer (a szénsav és a hidrogén-karbonátok keveréke) szabályozza a légkör, az óceán és az élővilág közötti szén-dioxid koncentrációt. A vér pufferrendszerének egyik fő alkotórésze. 
A pufferek az élővilágban fontos szerepet játszanak, a vér igen érzékeny pH-értékét bonyolult pufferrendszerek szabályozzák. Ember esetén ez a vér pH értékét 7,35 és 7,45 közé állítja be, és kiegyenlíti az anyagcsere által okozott eltolódásokat. A szervezetben ugyanis sok enzim csak egy szűk pH-tartományban működik. Ha a szervezet valami miatt elsavasodik, vagy ellúgosodik, akkor életveszélyes helyzet alakul ki. Savasodásról  7,35-ös pH alatt, lúgosodásról 7,45-ös pH fölött van szó. Ha nem lenne puffer a szervezetben, már az anyagcsere-termékként előállt tejsav is halált okozhatna. A 6,8 pH alatti, vagy a 8,0 fölötti pH halálos.
A pufferrendszerek a technikai kémiában és az analitikában is fontosak, például a galvanizálásban vagy a fényképészetben.